# Fujifabric
Fujifabric (яп. フジファブリック/Fujifaburıkku) — японська група, створена в 2000-му році в місті Яманасі. Хоча музику групи оцінюють як альтернативний рок або пауер-поп, вона являє собою еклектичну суміш з широкого спектра жанрів, таких як джаз, диско, прогресивний рок і інше.

## Учасники гурту
- Дайське Каназава (яп. 金澤 ダイスケ/Kanazawa Daisuke) Народився 9 лютого 1980 в місті Ібаракі (Ibaraki), - клавіші. Приєднався в січні 2003-го року, замінивши попереднього клавішника.
- Сініті Като (яп. 加藤 慎 一/Kato Shinichi) Народився 2 серпня 1980 у місті Ісікава (Ishikawa), - бас-гітара. Прийшов у групу в той самий час.
- Соїтіро Ямауті (яп. 山 内 総 一郎/Yamauchi Soichiro) Народився 25 жовтня 1981 в місті Осака, - гітара. У групі з 2004-ґо року.

### Колишні учасники
- Масасіко Сімура (яп. 志 村 正彦/Shimura Masahiko) 10 липня 1980 - 24 грудня 2009 року. З міста Яманасі, - вокал, гітара, тексти (2000-2009). Помер від невідомої хвороби 24 грудня 2009.
- Фусафумі Адаті (яп. 足 立 房 文/Adachi Fusafumi) Народився 14 травня 1980 в Адаті (Adachi-ku), Токіо, - ударні (січень 2004 - 27 березня 2006). Нині - фронтмен групи «Marvelous.».

### Підтримка
- Хіросі Кидо (яп. 城 戸 纮 志/Kido Hiroshi) Народився 27 липня 1981 в місті Кіото, - ударник групи «JUDE and unkie».
- Тосікі Хата (яп. 畑 利 树/Hata Toshiki) Народився 5 жовтня 1976 в місті Сімане, - ударник групи «Tokyo Jihen».
- Рета Сакакибара (яп. 榊 原 良 太/Sakakibara Ryota) Народився місті Кіото.